# Schönhagen (Trebbin)
Schönhagen ist ein Ortsteil der Stadt Trebbin (Landkreis Teltow-Fläming, Brandenburg).

## Geographische Lage

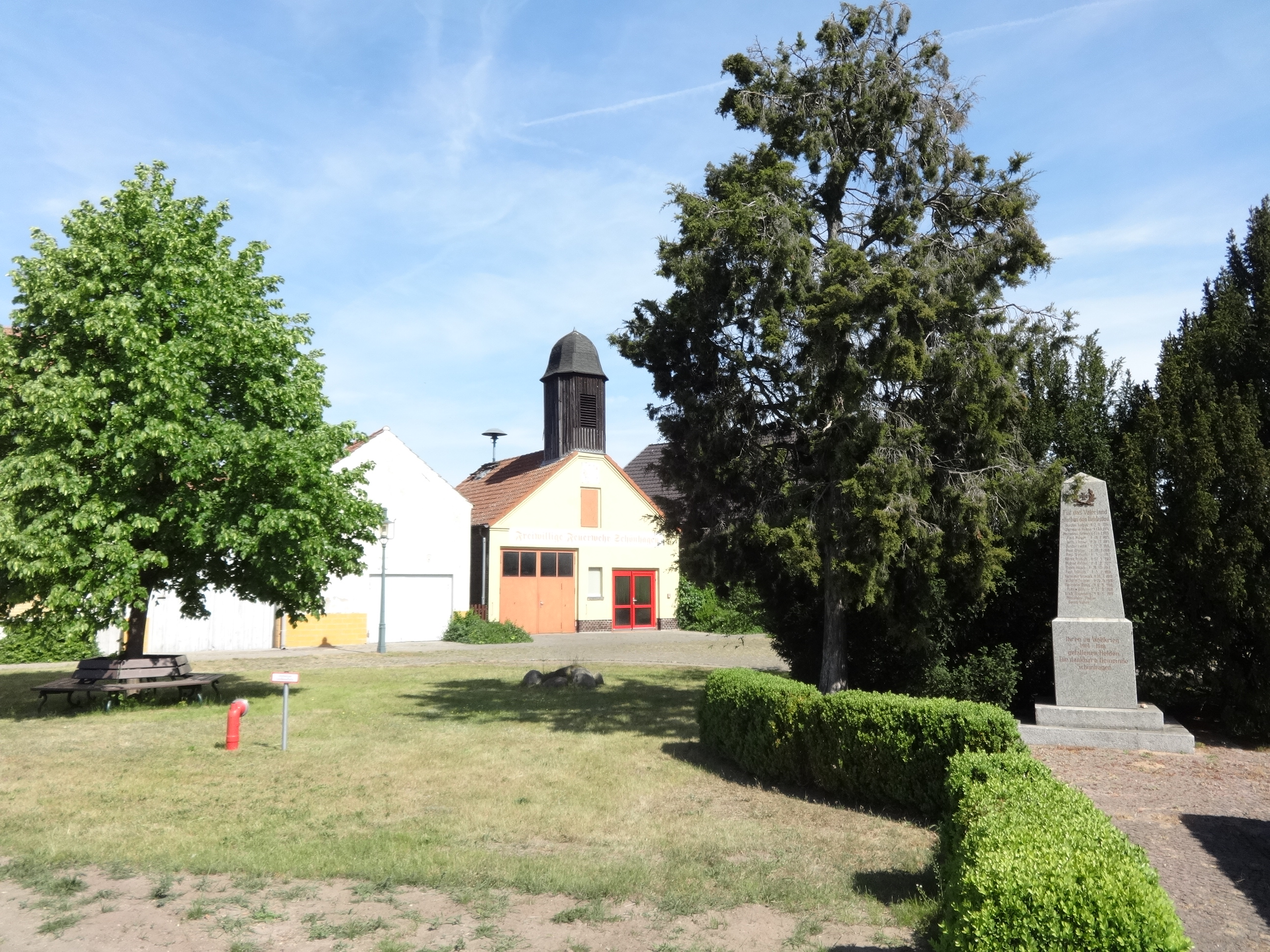
Dorfstraße in Schönhagen

Schönhagen liegt im westlichen Teil des Gebiets der Stadt Trebbin. Der Ort grenzt im Norden an Glau, im Westen an den Ortsteil Stangenhagen (beide ebenfalls ein Ortsteil der Stadt Trebbin), im Süden an Ahrensdorf der Gemeinde Nuthe-Urstromtal sowie im Osten an den Trebbiner Ortsteil Löwendorf. Nordwestlich des Ortes liegt der Blankensee.

## Geschichte

### 12. bis 18. Jahrhundert
Im 12. Jahrhundert muss es in der Gemeinde eine Burg mit einer umgebenden Stadt gegeben haben, denn: Urkunden zufolge verließ 1300 ein Heidenreich von Trebbin ebendiese Besitztümer, um im benachbarten Blankensee eine neue Burg zu errichten. Erstmals erwähnt wurde der Ort jedoch deutlich früher, im Jahr 1233 als Sconenhagen und befand sich zu dieser Zeit im Besitz des Erzbistums Magdeburg. 1340 wurde das Gebiet durch eine amtliche Belehnung eine Enklave im Kurfürstentum Sachsen. 1372 erschien es erstmals in einer Urkunde als Schönhagen. Vermutlich vor 1388 übernahm die Familie derer von Thymen das Dorf sowie das Schloss und einige angrenzende Gutshöfe, unter anderem im benachbarten Stangenhagen. Sie führten es über mehrere Jahrhunderte in ihrem Besitz. Im Zuge der Reformation wurde der zuvor kirchliche Besitz säkularisiert und wurde von Administratoren verwaltet.
Im Jahr 1615 wurde Schönhagen durch einen Großbrand fast vollständig zerstört. Im Dreißigjährigen Krieg zu erneuten erheblichen Verwüstungen. Die Gutshöfe sowie das Schloss blieben verschont, jedoch fiel Schönhagen wüst. In dieser Zeit befand sich Schönhagen von 1622 bis 1638 im Pfandbesitz derer von Holtzendorff. Anschließend wurde das Dorf aufgeteilt. Der größere Teil sowie die Ober- und Untergerichtsbarkeit sowie das Kirchenpatronat verblieben bei der Familie von Thümen, während der kleinere Teil an die Familie von Schlabrendorf ging. Die Familie von Thymen begann jedoch nach dem Ende der Kampfhandlungen mit dem Wiederaufbau im so genannten Thymischen Winkel und konnte den Grundbesitz ihres Rittergutes bis 1745 auf 505 Hektar vergrößern. Dazu kamen 2.500 Hektar Ackerland, 500 Hektar Seen und Flussläufe sowie 10 Hektar Waldfläche. Nach 1756 wurden beide Teile wieder unter der Herrschaft derer von Thümen vereint. 1815 fiel das Gebiet nach dem Wiener Kongress an Preußen. 1832 lebten dort 136 Einwohner, vornehmlich Bauern, Kötter und Gutsarbeiter. Am 5. Mai 1849 kam es zu einem Großbrand, bei dem weite Teile der Wohngebäude und Scheunen zerstört wurden. 1853 pachtete Steinäcker die Rittergüter von Schönhagen und Ahrensdorf. Die Geschäftsbeziehungen standen jedoch unter keinem guten Stern: Nur drei Jahre später hebt die Gemeinde nach etlichen Rechtsstreitigkeiten die Verträge mit dem ehemaligen Hauptmann wieder auf. Am 28. Oktober 1864 kam es erneut zu einem Feuer, bei dem eine Ziegelei, drei Wohnhäuser und Viehställe zum Opfer der Flammen wurden. 1896 betrug der Gutsbesitz der Thümen inklusive Schönhagen 2775 ha. Genau im Jahr 1902 musste Viktor von Thümen (1842–1929) das Gut Blankensee mit den Gutsteilen Schönhagen und Stangenhagen einschließlich 11.000 Morgen Wald, Acker und Wiese für 2,25 Millionen Mark an die Deutsche Ansiedlungsbank verkaufen.

### 19. bis 21. Jahrhundert
Ein Teil der Gemarkung ging an Emil Mosse, der Bruder und Partner des Verlegers Rudolf Mosse. Er erwarb das Gut Schönhagen sowie Stangenhagen für rund eine Million Mark und ließ in den frühen 1900er-Jahren ein Herrenhaus nach Plänen des Architekten Ernst Lessing errichten, nachdem ein Vorgängerbau vermutlich beim Brand von 1864 ebenfalls zerstört wurde. 1900 baute der Flugpionier Hans Grade an der Chaussee nach Blankensee eine Flugzeugbaracke und nutzte das Gelände für erste Testflüge. Er legte damit den Grundstein für den späteren Flugplatz. Im Ersten Weltkrieg fielen auch Bewohner aus Schönhagen den Kampfhandlungen zum Opfer. Für sie errichtete die Gemeinde ein Kriegsdenkmal in der Ortsmitte. 1929 umfasste der Besitz des Rudolf S. Mosse laut dem letztmals publizierten Landwirtschaftlichen Adressbuch für die Provinz Brandenburg in Schönhagen 403 ha, in Stangenhagen 293 ha. 1921 erhielten die 180 Einwohner Anschluss an das elektrische Stromnetz. Im Zuge des Zweiten Weltkrieges baute die Luftwaffe der Wehrmacht einen Fliegerhorst zunächst als Notlandeplatz, von 1937 bis 1945 als Schule des Nationalsozialistischen Fliegerkorps aus. Im gleichen Zeitraum wurden das Schloss und Gutsgebäude am Lankenberg zu einer Munitionsfabrik ausgebaut. Nach dem Ende des Krieges nutzte die Gemeinde das Anwesen zunächst als Kindergarten, später als Bezirksschule für Weiterbildung von Schulfunktionären und ab 1978 zur Unterbringung von Familien. 1952 gründete sich die erste LPG, während der Flugplatz von der GST-Fliegerschule „Ernst Schneller“ genutzt wurde.
Nach der Wende eröffnete auf dem Flugplatz ein Flugsportzentrum für Segel- und Motorflugzeuge, der 1991 in den Status eines Verkehrslandeplatzes erhoben wurde. Das Gutshaus diente ab 1990 der Brandenburgischen Landesregierung als Weiterbildungsstätte des Sozialpädagogischen Fortbildungswerkes Brandenburg. Von 1993 bis 1994 erhielt Schönhagen einen Anschluss an eine zentrale Trinkwasserversorgung. Das Schloss wurde von der Landesregierung aufwendig saniert und bis 1997 als Schulungsobjekt genutzt. Nachdem es an die Erben der Familie Mosse rückübertragen wurde, kaufte es eine Kommanditgesellschaft die Schönhagen KG. 1996 gestalteten die Bewohner den Dorfplatz neu, legten einen Gehweg an und modernisierten die Straßenbeleuchtung.

## Kultur und Sehenswürdigkeiten

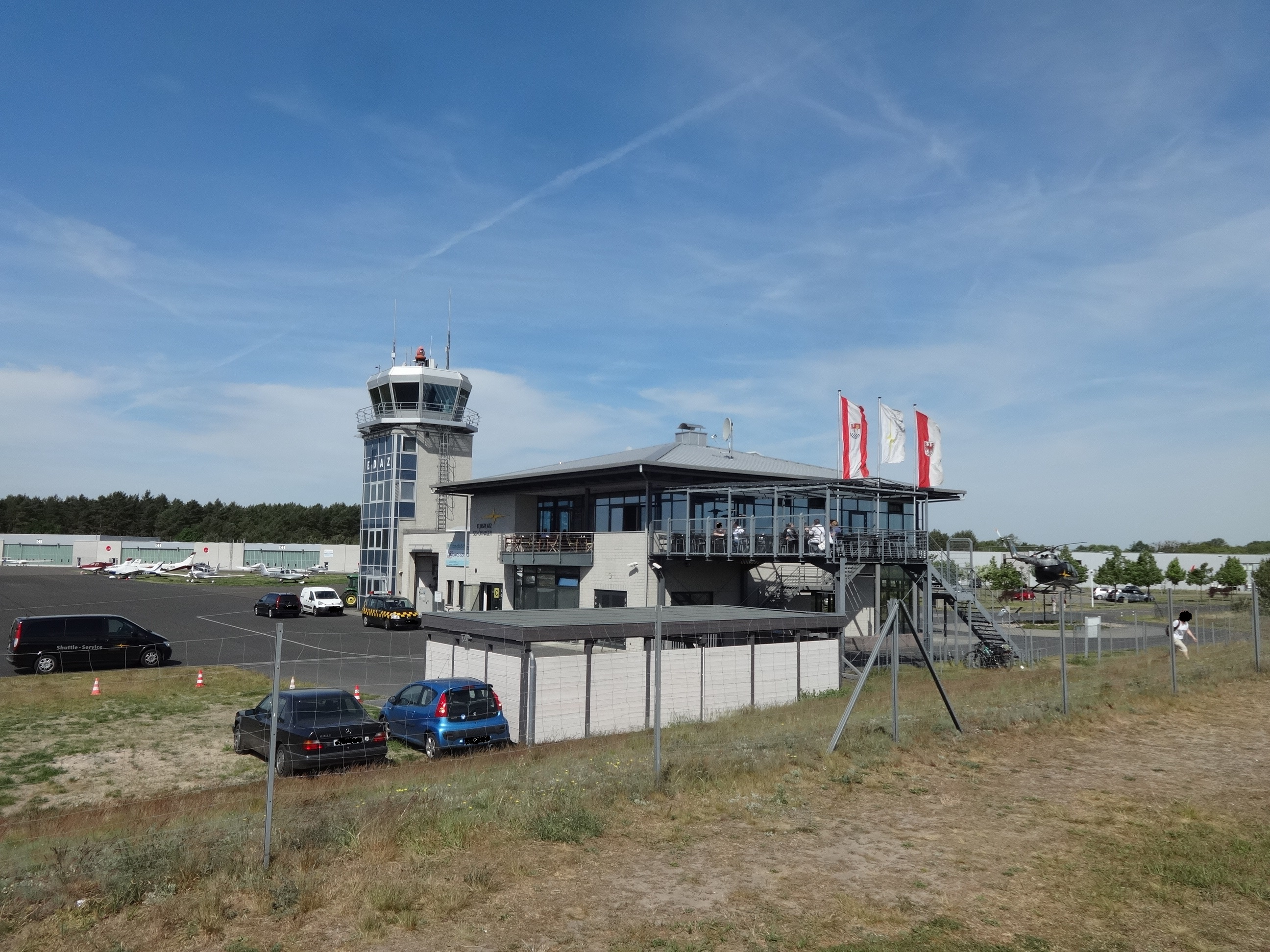
Hauptgebäude des Flugplatzes Schönhagen

- An der Dorfstraße befinden sich das Landhaus Villa Schönblick sowie daran angrenzend der Villengarten, die beide unter Denkmalschutz stehen.
- Auf einem Platz nordwestlich der Kreuzung der B 246 und der Blankenseer Allee erinnert ein Denkmal an die Gefallenen des Ersten Weltkrieges. Wenige Meter nördlich befindet sich das Gebäude der Freiwilligen Feuerwehr.

## Wirtschaft und Infrastruktur

### Verkehr
Durch Schönhagen führt in West-Ost-Richtung die Bundesstraße 246. Darüber hinaus gibt es eine Verbindungsstraße in den Trebbiner Ortsteil Blankensee, in Richtung Süden nach Ahrensdorf (Nuthe-Urstromtal).

### Flugplatz Schönhagen
Der größte Arbeitgeber ist der Flugplatz Schönhagen, an dessen Standort mehrere Flugzeugwerften, Flugschulen und Instandhaltungsunternehmen tätig sind.